# Cầu Yên Lệnh
Cầu Yên Lệnh nằm trên đoạn trùng của 2 tuyến quốc lộ 38 và quốc lộ 38B. Cầu bắc qua sông Hồng nối tỉnh Hưng Yên và tỉnh Hà Nam. Trục giao thông của cầu thuộc vành đai 5 của thủ đô Hà Nội và là tuyến đường giao thông phân luồng cho xe quá cảnh vào thủ đô Hà Nội từ Quốc lộ 1 đi Hải Phòng cũng như một số tỉnh đông bắc và ngược lại.

## Thông số kĩ thuật
- Chiều dài: 2.230m, chiều rộng: 15m
- Cấu tạo: bê tông cốt thép
- Kết cấu: 2 mố, 41 trụ trên móng cọc khoan nhồi đường kính 1m và 1,5m; 33 nhịp cầu dẫn bằng dầm superT, 1 dầm liên tục 6 nhịp bằng dầm hộp đúc hẫng
- Trọng tải: xe ô tô H30 (2 làn), xe bánh nặng XB80